# Liste der National Historic Sites of Canada in Ontario
Diese Liste beinhaltet Bauwerke, Objekte und Stätten in der kanadischen Provinz Ontario, die den Status einer National Historic Site of Canada (frz. lieu historique national du Canada) besitzen. Das kanadische Bundesministerium für Umwelt nahm 266 Stätten in diese Liste auf. Von diesen werden 37 von Parks Canada verwaltet. Ontario besitzt mit Abstand am meisten historische Stätten, wobei diese überwiegend im Süden der Provinz konzentriert sind. Aus diesem Grund sind einzelne Städte und Regionen in separate Listen ausgelagert:
- Liste der National Historic Sites of Canada in Hamilton
- Liste der National Historic Sites of Canada in Kingston
- Liste der National Historic Sites of Canada in Ottawa
- Liste der National Historic Sites of Canada in Toronto
- Liste der National Historic Sites of Canada in der Region Niagara

Stand: Juni 2012

## National Historic Sites
| Historische Stätte                               | Datum                      | Kenn- zeichnung | Standort                                                                   | Beschreibung | Foto                                             |
| ------------------------------------------------ | -------------------------- | --------------- | -------------------------------------------------------------------------- | --- | ------------------------------------------------ |
| Adelaide Hunter Hoodless Homestead               | 1839 (Bauende)             | 1995            | Brant 43° 1′ 54″ N, 80° 20′ 20″ W                                          | Farmhaus des frühen 19. Jahrhunderts, in welchem die Aktivistin Adelaide Hoodless aufgewachsen ist. | Adelaide Hunter Hoodless Homestead               |
| Algoma Central Engine House                      | 1912 (Bauende)             | 1992            | Sault Ste. Marie 46° 31′ 41″ N, 84° 21′ 2″ W                               | Gut erhaltenes Beispiel eines aus Ziegelsteinen errichteten Lokschuppens mit Drehscheibe im Innern des Gebäudes; erbaut für die Algoma Central Railway. |                                                  |
| Algonquin Provincial Park                        | 1893 (Gründung)            | 1992            | Nipissing District 45° 35′ 3″ N, 78° 21′ 30″ W                             | Der erste Provinzpark in Kanada, bekannt für seine Pionierrolle im Bereich des Parkmanagements, der Besucherinformation und der Entwicklung von Parkinfrastruktur.                                                                                             | Algonquin Provincial Park                        |
| Altes Rathaus (Guelph)                           | 1857 (Bauende)             | 1984            | Guelph 43° 32′ 39″ N, 80° 14′ 52″ W                                        | Zweigeschossiges Gebäude aus Kalkstein im Stil der Neorenaissance; exzellentes Beispiel eines multifunktionalen öffentlichen Gebäudes, das als Rathaus, Markthalle, Feuer- und Polizeiwache, Gefängnis, Bibliothek und Versammlungsort diente.                 | Altes Rathaus (Guelph)                           |
| Altes Rathaus (Port Perry)                       | 1873 (Bauende)             | 1984            | Port Perry 44° 6′ 12″ N, 78° 56′ 50″ W                                     | Bekanntes Beispiel eines städtischen Mehrzweckgebäudes; die untere Halle wurde für Gemeindeversammlungen genutzt, die obere Halle als kulturelles Zentrum. | Altes Rathaus (Port Perry)                       |
| Altes Rathaus (Woodstock)                        | 1853 (Bauende)             | 1955            | Woodstock 43° 7′ 46″ N, 80° 45′ 27″ W                                      | Zweigeschossiges Ziegelsteingebäude im Italianate-Stil; ein exzellentes Beispiel der Adaption eines britischen Rathauses in Kanada. | Altes Rathaus (Woodstock)                        |
| Amherstburg Navy Yard                            | 1796 (Gründung)            | 1928            | Amherstburg 42° 6′ 7″ N, 83° 6′ 45″ W                                      | Standort einer Werft der Royal Navy am Eriesee von 1796 bis 1813; Zentrum der britischen Marinepräsenz in den oberen Großen Seen. | Amherstburg Navy Yard                            |
| Annandale House/Tillsonburg Museum               | 1882 (Bauende)             | 1997            | Tillsonburg 42° 51′ 45″ N, 80° 43′ 18″ W                                   | Eines der am besten erhalten gebliebenen Beispiele des Ästhetizismus in Kanada. | Annandale House/Tillsonburg Museum               |
| Auld Kirk (Almonte)                              | 1836 (Bauende)             | 1982            | Almonte 45° 13′ 32″ N, 76° 11′ 43″ W                                       | Auld Kirk ist eine Kirche die mit den schottischen und den presbyterianischen Siedlern in den 1830er Jahren in Verbindung steht. Die Kirche wird an 2 Seiten von alten Friedhöfen begrenzt.                                                                    | Auld Kirk mit alten Friedhöfen                   |
| Aurora Post Office                               | 1915 (Bauende)             | 1993            | Aurora 44° 0′ 10″ N, 79° 28′ 7″ W                                          | Ist das vierte Postamt in Aurora und weist einen Mix aus Italianate und Classical Style auf, welche die Stilrichtungen des späten 19. und frühen 20. Jahrhunderts sind.                                                                                        | Aurora Post Office                               |
| Backhouse Grist Mill                             | 1798 (Bauende)             | 1998            | Norfolk County 42° 38′ 34″ N, 80° 28′ 29″ W                                | Eine der wenigen Getreidemühlen dieser Region, die nicht während des Britisch-Amerikanischen Kriegs niedergebrannt wurden; eine der am besten erhaltenen Gebäude dieses Typs in Kanada.                                                                        | Backhouse Grist Mill                             |
| Bahnhof Belleville                               | 1856 (Bauende)             | 1973            | Belleville 44° 10′ 44″ N, 77° 22′ 29″ W                                    | Ein von der Grand Trunk Railway erbauter Bahnhof (heute VIA Rail); ältester fortwährend genutzter Bahnhof Kanadas. | Bahnhof Belleville                               |
| Bahnhof Prescott                                 | 1855 (Bauende)             | 1973            | Prescott 44° 42′ 40″ N, 75° 31′ 29″ W                                      | Bahnhof der Grand Trunk Railway, typisch für die kleineren Bahnhöfe während der ersten Bauphase der Strecke zwischen Montreal und Brockville. | Bahnhof Prescott                                 |
| Bahnhof Smiths Falls                             | 1914 (Bauende)             | 1983            | Smiths Falls 44° 53′ 57″ N, 76° 1′ 40″ W                                   | Bahnhof der Canadian Northern Railway, der sich mit charakteristischem Türmchen, polygonalem Wartesaal und qualitativ hochstehendem Baumaterial deutlich von den preisgünstigen Standardbauten abweicht; heute vom Smiths Falls Railway Museum genutzt.        | Bahnhof Smiths Falls                             |
| Bahnhof St. Mary’s Junction                      | 1858 (Bauende)             | 1993            | St. Marys Junction 43° 16′ 19″ N, 81° 7′ 53″ W                             | Aus Kalkstein im Italianate-Stil errichteter Bahnhof der Grand Trunk Railway und deren vorübergehende Endstation. | Bahnhof St. Mary’s Junction                      |
| Banting House                                    | 1900 (Bauende)             | 1997            | London 42° 59′ 24″ N, 81° 13′ 54″ W                                        | Gebäude aus gelben Ziegelsteinen, in welchem Frederick Banting das Insulin entdeckte. | Banting House                                    |
| Barnum House                                     | 1820 (Bauende)             | 1959            | Grafton 43° 59′ 40″ N, 78° 0′ 57″ W                                        | Bekanntes Beispiel der neoklassizistischen Wohnbauarchitektur, von Siedlern aus Neuengland nach Kanada gebracht. | Barnum House                                     |
| Battle Hill                                      | 1814 (Schlacht)            | 1924            | Southwest Middlesex 42° 41′ 39″ N, 81° 42′ 18″ W                           | Ort der Schlacht bei Longwoods während des Britisch-Amerikanischen Krieges. | Battle Hill                                      |
| Beausoleil Island                                |                            | 2011            | Muskoka District 44° 51′ 58″ N, 79° 52′ 12″ W                              | Eine Insel im Georgian-Bay-Islands-Nationalpark, eine Kulturlandschaft der Anishinabe. | Beausoleil Island                                |
| Beechcroft and Lakehurst Gardens                 | 1870 (Gründung)            | 1978            | Roche’s Point 44° 16′ 24″ N, 79° 30′ 11″ W                                 | Von Frederick Law Olmsted gestaltete Gartenanlagen. | Beechcroft and Lakehurst Gardens                 |
| Bell Homestead                                   | 1858 (Bauende)             | 1996            | Brantford 43° 6′ 29″ N, 80° 16′ 15″ W                                      | Das erste Wohnhaus des Erfinders Alexander Graham Bell in Nordamerika. | Bell Homestead                                   |
| Belle Vue                                        | 1858 (Bauende)             | 1996            | Amherstburg 42° 5′ 36″ N, 83° 6′ 46″ W                                     | Zweigeschossiges Ziegelsteingebäude, gehört zu den besten Beispielen palladianischer Architektur in Kanada. | Belle Vue                                        |
| Bethune Memorial House                           | 1880 (Bauende)             | 1996            | Gravenhurst 44° 55′ 13″ N, 79° 22′ 34″ W                                   | Das Geburtshaus des Arztes und Internationalisten Norman Bethune. | Bethune Memorial House                           |
| Bethune-Thompson House / White House             | 1805 (Bauende)             | 1966            | South Glengarry 45° 8′ 38″ N, 74° 34′ 29″ W                                | Wohnhaus von John Bethune, dem ersten presbyterianischen Prediger in Oberkanada; später die Residenz des Entdeckers David Thompson. | Bethune-Thompson House / White House             |
| Billy Bishop Home and Museum                     | 1884 (Bauende)             | 2002            | Owen Sound 44° 33′ 59″ N, 80° 56′ 52″ W                                    | Typisches Mittelklasse-Wohnhaus des späten 19. Jahrhunderts; Geburtshaus des Fliegerasses Billy Bishop. | Billy Bishop Home and Museum                     |
| Bois Blanc Island Lighthouse and Blockhouse      | 1839 (Bauende)             | 1955            | Bois Blanc Island 42° 5′ 16″ N, 83° 7′ 11″ W                               | Stätte eines Überfalls kanadischer Rebellen während der Oberkanada-Rebellion; als Antwort darauf wurde ein Blockhaus errichtet, der den bereits bestehenden Leuchtturm ergänzte.                                                                               | Bois Blanc Island Lighthouse and Blockhouse      |
| Bridge Island / Chimney Island                   | 1814 (Bauende)             | 1936            | Front of Yonge 44° 28′ 7″ N, 75° 50′ 4″ W                                  | Standort des Blockhauses einer britischen Garnison auf einer Insel im Sankt-Lorenz-Strom während des Britisch-Amerikanischen Krieges. |                                                  |
| Buxton Settlement                                | 1849 (Gründung)            | 1999            | Chatham-Kent 42° 18′ 20″ N, 82° 13′ 14″ W                                  | Durch den abolitionistischen Reverend William King gegründete Gemeinschaft, um eine neue Heimat für ehemalige Sklaven zu schaffen, die über die Underground Railroad geflohen waren.                                                                           | Buxton Settlement                                |
| Canadian Car and Foundry                         | 1912 (Bauende)             | 2009            | Thunder Bay 48° 21′ 25″ N, 89° 18′ 20″ W                                   | Hauptwerk des größten kanadischen Flugzeugherstellers während des Zweiten Weltkriegs, mit einem Zehntel der Weltproduktion der Hawker Hurricane; heute Teil des Werksgeländes von Bombardier Transportation.                                                   | Canadian Car and Foundry                         |
| Canal Lake Concrete Arch Bridge                  | 1905 (Bauende)             | 1988            | Bolsover 44° 33′ 30″ N, 79° 2′ 46″ W                                       | Brücke über den Trent-Severn-Wasserweg; älteste bekannte Stahlbetonbrücke in Kanada. | Canal Lake Concrete Arch Bridge                  |
| Carrying Place                                   | 1787 (Ereignis)            | 1929            | Carrying Place 44° 2′ 55″ N, 77° 34′ 58″ W                                 | Der Ort, an dem Sir John Johnson und Häuptlinge der Mississauga einen Vertrag aushandelten, der eine Handelsroute zwischen Ontariosee und Huronsee ermöglichte.                                                                                                | Carrying Place                                   |
| Castle Kilbride                                  | 1877 (Bauende)             | 1993            | Baden 43° 24′ 15″ N, 80° 40′ 17″ W                                         | Villa im Italianate-Stil, bekannt für die dekorativen Wandmalereien; Residenz des Politikers James Livingston. | Castle Kilbride                                  |
| Chiefswood                                       | 1856 (Bauende)             | 1953            | Six Nations of the Grand River 43° 6′ 4″ N, 80° 5′ 42″ W                   | Gebäude im Italianate-Stil; Geburtshaus der Schriftstellerin Pauline Johnson. | Chiefswood                                       |
| Christ Church (Amherstburg)                      | 1819 (Bauende)             | 1983            | Amherstburg 42° 5′ 36″ N, 83° 6′ 46″ W                                     | Ist eine eingeschossige Kirche mit einem angrenzenden Friedhof. Sie ist die älteste Kirche im Essex County und steht in enger Verbindung zu Lt. Colonel William Caldwell (1750–1822), Rev. Richard Pollard (1753–1824) und Fort Malden (Amherstburg).          | Christ Church Amherstburg                        |
| Christ Church Royal Chapel                       | 1843 (Bauende)             | 1995            | Deseronto 44° 11′ 8″ N, 77° 4′ 24″ W                                       | Historische Kapelle, die in Verbindung steht mit der Ansiedlung der Mohawk in Ontario steht; eine von zwei königlichen Kapellen in Kanada. | Christ Church Royal Chapel                       |
| Claverleigh                                      | 1871 (Bauende)             | 1990            | Creemore 44° 19′ 5″ N, 80° 6′ 8″ W                                         | Bekanntes Beispiel einer Waldvilla im neugotischen Stil. | Claverleigh                                      |
| Cliff Site                                       | 1670 (Ereignis)            | 1919            | Port Dover 42° 47′ 8″ N, 80° 11′ 47″ W                                     | Die Stelle, an der François Dollier de Casson und René de Bréhant de Galinée, zwei Sulpizianerpriester, das Nordufer des Eriesees für Frankreich in Besitz nahmen.                                                                                             | Cliff Site                                       |
| Cobalt Mining District                           | 1903 (Gründung)            | 2002            | Cobalt 47° 23′ 51″ N, 79° 40′ 28″ W                                        | Kulturlandschaft, bestehend aus Gebäuden und Infrastruktur im Zusammenhang des Silberbergbaus zu Beginn des 20. Jahrhunderts; ehemals eine der weltweit größten Stätten der Silberförderung.                                                                   | Cobalt Mining District                           |
| Cox Terrace                                      | 1884 (Bauende)             | 1991            | Peterborough 44° 18′ 14″ N, 78° 19′ 34″ W                                  | Bekanntes Beispiel eines Reihenhauses im Stil des Second Empire. | Cox Terrace                                      |
| Cummins Pre-contact Site                         | 1884 (Bauende)             | 1991            | Thunder Bay 44° 18′ 14″ N, 78° 19′ 34″ W                                   | Ausgedehnter Steinbruch der Paläoindianer, genutzt vor 9000 bis 5000 Jahren. |                                                  |
| Darlingside                                      | 1830 (Gründung)            | 1992            | Leeds and the Thousand Islands 44° 22′ 6″ N, 75° 58′ 10″ W                 | Seltenes erhalten gebliebenes Beispiel eines Holzdepots, das Brennstoff an die Dampfschiffe auf dem Sankt-Lorenz-Strom und den Großen Seen verkaufte. | Darlingside                                      |
| Donaldson Site                                   |                            | 1982            | Chippawa Hill 44° 30′ 21″ N, 81° 20′ 3″ W                                  | Archäologische Fundstätte der Ureinwohner, ca. 500 v. Chr. bis 800 n. Chr. |                                                  |
| Ehemalige Exerzierhalle (Elora)                  | 1865 (Bauende)             | 1989            | Elora 43° 40′ 48″ N, 80° 25′ 44″ W                                         | Repräsentatives Beispiel der frühen Phase des Baus von Exerzierhallen in Kanada, als noch ländliche Milizeinheiten dafür verantwortlich waren. | Ehemalige Exerzierhalle (Elora)                  |
| Ehemalige Shingwauk Indian Residential School    | 1935 (Bauende)             | 2021            | Sault Ste. Marie 46° 30′ 4″ N, 84° 17′ 14″ W                               | Das Gebäude einer ehemaligen Residential School, heute Hauptgebäude der Algoma University. | Ehemalige Shingwauk Indian Residential School    |
| Ehemaliges Postamt (Almonte)                     | 1891 (Bauende)             | 1983            | Almonte 45° 13′ 32″ N, 76° 11′ 43″ W                                       | Früheres Postamt, erbaut von Thomas Fuller; Steingebäude mit steilem Satteldach und zentralem Uhrturm. | Ehemaliges Postamt (Almonte)                     |
| Ehemaliges Postamt (Brockville)                  | 1886 (Bauende)             | 1983            | Brockville 44° 35′ 23″ N, 75° 41′ 6″ W                                     | Ein von Thomas Fuller erbautes Postamt; Verschmelzung flämischer und neoklassizistischer Elemente sowie des Queen-Anne-Stils. | Ehemaliges Postamt (Brockville)                  |
| Ehemaliges Postamt (Galt)                        | 1887 (Bauende)             | 1983            | Cambridge 43° 21′ 30″ N, 80° 18′ 56″ W                                     | Von Thomas Fuller erbautes Postamt; Verschmelzung von Elementen der Neuromanik, der Neugotik und des Second Empire. | Ehemaliges Postamt (Galt)                        |
| Ermatinger House                                 | 1823 (Bauende)             | 1957            | Sault Ste. Marie 46° 30′ 23″ N, 84° 19′ 29″ W                              | Vermutlich das älteste erhalten gebliebene Steinhaus in Nordwest-Ontario; erbaut für Charles Oakes Ermatinger, einem Partner der North West Company; temporäres Hauptquartier von Garnet Wolseley während der Red-River-Rebellion#Red-River-Expedition.        | Ermatinger House                                 |
| Etharita Site                                    | 1647–1649                  | 1982            | Duntroon 44° 24′ 43″ N, 80° 12′ 38″ W                                      | Hauptdorf des Wolfstammes der Petun. |                                                  |
| Fairfield on the Thames                          | 1813 (Zerstörung)          | 1945            | Chatham-Kent 42° 37′ 56″ N, 81° 52′ 11″ W                                  | Standort des Dorfes Fairfield, das 1792 von geflohenen Ureinwohnern und Missionaren der Herrnhuter Brüdergemeine gegründet worden war; 1813 während des Britisch-Amerikanischen Krieges zerstört.                                                              | Fairfield on the Thames                          |
| Finnish Labour Temple                            | 1910 (Bauende)             | 2011            | Thunder Bay 48° 25′ 56″ N, 89° 13′ 48″ W                                   | Zweigeschossiges Ziegelsteingebäude, das eine wichtige soziale und gemeinschaftsfördernde Rolle für finnische Einwanderer spielte. | Finnish Labour Temple                            |
| Erste kommerzielle Ölquelle                      | 1858 (Ereignis)            | 1925            | Oil Springs 42° 47′ 0″ N, 82° 7′ 0″ W                                      | Standort der weltweit ersten kommerziell genutzten Erdölquelle; erste gebohrte Quelle in Kanada. |                                                  |
| Erste kommerzielle Ölquelle                      | 1863 (Gründung)            | 1989            | Cambridge 43° 25′ 39″ N, 80° 19′ 13″ W                                     | Eine Wollspinnerei, die zu Beginn des 20. Jahrhunderts die größte Kammgarnspinnerei Kanadas war. | Forbes Textile Mill                              |
| Fort Malden                                      | 1815 (Bauende)             | 1921            | Amherstburg 42° 6′ 28″ N, 83° 6′ 46″ W                                     | Auf den Ruinen von Fort Amherstburg errichtete britische Festung; wichtige Verteidigungsanlage gegen Grenzüberfälle während der Oberkanada-Rebellion. | Fort Malden                                      |
| Fort Norfolk                                     | 1814 (Bauende)             | 1925            | Norfolk County 42° 41′ 58″ N, 80° 19′ 30″ W                                | Von 1814 bis 1815 Standort einer Festung und eines Marinestützpunktes der Briten; kurz nach dem Britisch-Amerikanischen Krieg aufgegeben. | Fort Norfolk                                     |
| Fort Sainte Marie II                             | 1649 (Gründung)            | 1920            | Christian Island 44° 49′ 27″ N, 80° 9′ 51″ W                               | Überreste einer Missionsstation der Jesuiten auf einer Insel in der Georgian Bay; im Jahr 1651 die letzte Verteidigungslinie der Wyandot gegen die Irokesen, bevor sie nach Québec flohen.                                                                     | Fort Sainte Marie II                             |
| Fort St. Joseph                                  | 1796 (Gründung)            | 1923            | St. Joseph Island 46° 3′ 48″ N, 83° 56′ 48″ W                              | Westlichster britischer Außenposten auf einer Insel im Huronsee, erbaut als Kontrapunkt zum amerikanischen Fort Mackinac; 1812 während des Britisch-Amerikanischen Krieges zerstört.                                                                           | Fort St. Joseph                                  |
| Fort St. Pierre                                  | 1731 (Gründung)            | 1934            | Fort Frances 48° 37′ 6″ N, 93° 21′ 36″ W                                   | Französisches Fort an der Mündung des Rainy River, erbaut von Pierre Gaultier de Varennes, sieur de La Vérendrye; 1758 während des Siebenjährigen Krieges aufgegeben.                                                                                          |                                                  |
| Fort Wellington                                  | 1813 (Gründung)            | 1920            | Prescott 44° 42′ 46″ N, 75° 30′ 31″ W                                      | Eine der am besten erhaltenen Festungen des 19. Jahrhunderts in Kanada; das Fort schützte die Schifffahrt auf dem Sankt-Lorenz-Strom während des Britisch-Amerikanischen Krieges.                                                                              | Fort Wellington                                  |
| Fort William                                     | 1803 (Gründung)            | 1923            | Thunder Bay 48° 20′ 34″ N, 89° 21′ 30″ W                                   | Wichtiger Handelsposten der North West Company; heute Bestandteil eines Living-History-Themenparks. | Fort William                                     |
| François Bâby House                              | 1812 (Bauende)             | 1950            | Windsor 42° 19′ 7″ N, 83° 2′ 33″ W                                         | Zu Beginn des Britisch-Amerikanischen Krieges das Hauptquartier der amerikanischen Truppen während ihres Invasionsversuchs; nach einem Monat von den Briten eingenommen und als Artilleriebatterie verwendet.                                                  | François Bâby House                              |
| George Manning Furby House                       | 1861 (Bauende)             | 1986            | Port Hope (Ontario) 43° 34′ 16″ N, 78° 10′ 52″ W                           | Sehr gut erhaltenes Haus mit einem großen parkähnlichem Grundstück und großen Bäumen. Interessant sind die Außenansicht des Hauses und die vorhandene, originalgetreue Innenausstattung zum Beginn und bis Mitte des 19. Jahrhunderts.                         | George Manning Furby House                       |
| Fulford Place                                    | 1901 (Bauende)             | 1992            | Brockville 44° 35′ 50″ N, 75° 40′ 15″ W                                    | Exzellentes und intaktes Beispiel eines Landsitzes des späten 19. und frühen 20. Jahrhunderts; die Gestaltung des Geländes durch die Olmsted Brothers blieb bis heute erhalten.                                                                                | Fulford Place                                    |
| Gillies Grove and House                          | 1937 (Bauende)             | 1993            | Arnprior 45° 26′ 42″ N, 76° 21′ 32″ W                                      | Wohnhaus, das mit zwei der prominentesten Familien der Forstindustrie im Ottawa-Tal in Verbindung steht, den McLachlins und den Gillies; umgeben von einem der letzten Primärwälder mit Weymouth-Kiefern.                                                      |                                                  |
| Glanmore / Phillips-Faulkner House               | 1883 (Bauende)             | 1969            | Belleville 44° 10′ 1″ N, 77° 22′ 3″ W                                      | Wohnhaus von J.P.C. Phillips, einem wohlhabenden Bankier und Finanzier aus Belleville; ein exzellentes repräsentatives Beispiel des Second-Empire-Stils des späten 19. Jahrhunderts.                                                                           | Glanmore / Phillips-Faulkner House               |
| Glengarry Cairn                                  | 1840 (Bauende)             | 1921            | South Glengarry 45° 7′ 18″ N, 74° 29′ 23″ W                                | Von der Glengarry-Miliz errichteter Steinhügel, in Gedenken an John Colborne, dem Oberkommandierenden der Truppen während der Oberkanada-Rebellion. | Glengarry Cairn                                  |
| Glengarry House                                  | 1792 (Bauende)             | 1921            | Cornwall 45° 2′ 22″ N, 74° 37′ 9″ W                                        | Ruinen der Residenz von Oberstleutnant John Macdonell, einem Pioniersiedler in Ontario, dem ersten Sprecher des Parlaments von Oberkanada und Held der Schlacht bei Queenston Heights.                                                                         | Glengarry House                                  |
| Glengarry Landing                                | 1814 (Ereignis)            | 1923            | Edenvale 44° 27′ 7″ N, 79° 54′ 0″ W                                        | Ort am Zusammenfluss von Nottawasaga River und Marl Creek, wo 1814 die Leichtinfanterie von Glengarry eine Flotte von Booten errichtete, um die britische Garnison von Fort Michilimackinac zu unterstützen.                                                   | Glengarry Landing                                |
| Hamilton and Scourge                             | 1813 (Ereignis)            | 1976            | Ontariosee, 11 km nördlich von St. Catharines 43° 17′ 46″ N, 79° 17′ 53″ W | Gut erhaltene Wracks der Schoner USS Hamilton und USS Scourge, zweier Handelsschiffe, die während des Britisch-Amerikanischen Kriegs von den Amerikanern in den Dienst gezwungen wurden; von einer heftigen Windbö erfasst und gesunken.                       | Hamilton and Scourge                             |
| Her Majesty’s / St. Paul’s Chapel of the Mohawks | 1785 (Bauende)             | 1981            | Brantford 43° 7′ 28″ N, 80° 14′ 6″ W                                       | Erstes protestantisches Kirchengebäude in Oberkanada, älteste noch erhaltene Kirche in Ontario und eine von zwei königlichen Kapellen in Kanada; Symbol für die wichtige Rolle der Mohawk-Loyalisten bei der Entwicklung der Provinz.                          | Her Majesty’s / St. Paul’s Chapel of the Mohawks |
| Hillary House                                    | 1862 (Bauende)             | 1973            | Aurora 44° 0′ 10″ N, 79° 28′ 7″ W                                          | Standort des Koffler Museum of Medicine; exzellentes Beispiel des Picturesque-Ideals in der Neugotik. | Hillary House                                    |
| Homer Watson House / Doon School of Fine Arts    | 1862 (Bauende)             | 1973            | Kitchener 43° 23′ 42″ N, 80° 25′ 7″ W                                      | Wohnhaus und Atelier des Landschaftsmalers Homer Watson; einige von Watsons bekanntesten Werke sind Ansichten der Umgebung von verschiedenen Stellen dieses Grundstücks aus.                                                                                   |                                                  |
| Homewood                                         | 1801 (Bauende)             | 1982            | Augusta 44° 38′ 0″ N, 75° 37′ 1″ W                                         | Zweigeschossiges Wohnhaus aus Feldsteinen, erbaut für den prominenten Loyalisten Solomon Jones; das Gebäude verschmelzt auf einmalige Weise den Stil des Palladianismus mit der ländlichen Architektur im benachbarten Québec.                                 | Homewood                                         |
| Huron County Gaol                                | 1841 (Bauende)             | 1973            | Goderich 43° 44′ 59″ N, 81° 42′ 30″ W                                      | Gerichts- und Gefängnisgebäude von Huron County; erbaut in der Panopticon-Bauweise in Form eines Achtecks. | Huron County Gaol                                |
| Inverarden House                                 | 1823 (Bauende)             | 1968            | Cornwall 45° 1′ 53″ N, 74° 40′ 16″ W                                       | Für John Mcdonald, einem Partner der North West Company, errichtetes Herrenhaus; exzellentes Beispiel der frühen Regency-Architektur in Kanada. | Inverarden House                                 |
| Joseph Schneider Haus                            | 1816 (Bauende)             | 1999            | Kitchener 43° 26′ 41″ N, 80° 29′ 41″ W                                     | Museumshaus, in Verbindung stehend mit der Migration deutscher Mennoniten nach Waterloo County im frühen 19. Jahrhundert; typisches Beispiel eines Hauses der Mennoniten aus dieser Zeit.                                                                      | Joseph Schneider Haus                            |
| Kay-Nah-Chi-Wah-Nung                             | ca. 3000 v. Chr.           | 1969            | Morley 48° 38′ 49″ N, 94° 5′ 38″ W                                         | Eine der bedeutendsten Zentren früher Besiedlung und zeremonieller Begräbnisse in Kanada, mit Spuren von 5000 Jahre dauernder menschlicher Nutzung. |                                                  |
| Lansdowne Iron Works                             | 1801 (Gründung)            | 1932            | Leeds and the Thousand Islands 44° 32′ 58″ N, 76° 7′ 34″ W                 | Das erste Eisenwerk in Oberkanada; nach einem Jahrzehnt Betrieb durch Feuer zerstört. |                                                  |
| Leaskdale Manse                                  | 1886 (Bauende)             | 1996            | Leaskdale 44° 12′ 11″ N, 79° 9′ 38″ W                                      | Wohnhaus der Schriftstellerin Lucy Maud Montgomery, wo sie elf Bücher schrieb; das Haus und ihre Umgebung sind wichtiger Bestandteil in ihrem posthum veröffentlichten Tagebuch.                                                                               | Leaskdale Manse                                  |
| Leeds and Grenville County Court House           | 1844 (Bauende)             | 1966            | Brockville 44° 35′ 27″ N, 75° 41′ 9″ W                                     | Gerichtsgebäude der United Counties of Leeds and Grenville; monumentales neoklassizistisches Bauwerk und eines der eindrucksvollsten Gerichtsgebäude in Oberkanada.                                                                                            | Leeds and Grenville County Court House           |
| Lynnwood / Campbell-Reid House                   | 1851 (Bauende)             | 1972            | Simcoe 42° 50′ 16″ N, 80° 18′ 12″ W                                        | Exzellentes Beispiel eines kleineren Wohnhauses im neoklassizistischen Stil, auf einer Erhebung über dem Lynn River. | Lynnwood / Campbell-Reid House                   |
| Macdonell-Williamson House                       | 1819 (Bauende)             | 1969            | East Hawkesbury 45° 33′ 49″ N, 74° 23′ 0″ W                                | Steinhaus am Ufer des Ottawa River; erbaut als Alterssitz von John Macdonnell, einem Partner der North West Company. | Macdonell-Williamson House                       |
| Matheson House                                   | 1840 (Bauende)             | 1966            | Perth 44° 54′ 4″ N, 76° 15′ 2″ W                                           | Wohnhaus des Händlers und Politikers Roderick Matheson; erbaut aus Sandstein im Stil des Palladianismus. | Matheson House                                   |
| Mazinaw Pictographs                              |                            | 1982            | Bon Echo Provincial Park 44° 54′ 2″ N, 77° 12′ 23″ W                       | Die größte Stätte mit Felsmalereienim südlichen Kanadischen Schild und die einzige bedeutende Stätte dieser Art in Süd-Ontario. | Mazinaw Pictographs                              |
| McCrae House                                     | 1858 (Bauende)             | 1966            | Guelph 43° 32′ 10″ N, 80° 14′ 42″ W                                        | Das Geburtshaus des Dichters John McCrae, dem Verfasser von In Flanders Fields. | McCrae House                                     |
| McMartin House                                   | 1830 (Bauende)             | 1972            | Perth 44° 53′ 52″ N, 76° 14′ 49″ W                                         | Wohnhaus des Politikers Daniel McMartin; besonders beeindruckendes Beispiel eines Gebäudes im Federal Style. | McMartin House                                   |
| Merrickville Blockhouse                          | 1833 (Bauende)             | 1939            | Merrickville-Wolford 44° 55′ 1″ N, 75° 50′ 16″ W                           | Relativ großes Blockhaus; gilt als exzellentes Beispiel für die im 19. Jahrhundert von den Briten zum Schutz des Rideau Canal errichteten Verteidigungsanlagen.                                                                                                | Merrickville Blockhouse                          |
| Middleport Site                                  |                            | 1953            | Brant 43° 5′ 54″ N, 80° 4′ 4″ W                                            | Archäologische Fundstätte im Zusammenhang mit den Irokesen von Mittel-Ontario. | Middleport Site                                  |
| Middlesex County Court House                     | 1829 (Bauende)             | 1955            | London 42° 58′ 56″ N, 81° 15′ 16″ W                                        | Gerichtsgebäude von Middlesex County; sehr frühes und national bedeutendes Beispiel der Neugotik in Kanada. | Middlesex County Court House                     |
| Mission of St. Ignace II                         | 1649 (Ereignis)            | 1955            | Tay 44° 43′ 10″ N, 79° 43′ 5″ W                                            | Standort einer Missionsstation der Jesuiten; deren Zerstörung bedeutete das Ende der Huro-Wendat-Konföderation und führte zum Verlassen ihre traditionellen Heimat.                                                                                            | Mission of St. Ignace II                         |
| Mississippi Valley Textile Mill (Almonte)        | 1866 (Bauende)             | 1989            | Almonte 45° 13′ 32″ N, 76° 11′ 43″ W                                       | Eine der vielen Textilfabriken in Almonte und im Osten Kanadas. Die Stromversorgung wird zum überwiegenden Teil über Wasserkraft des Mississippi River, einem Nebenfluss des Ottawa River sichergestellt.                                                      |                                                  |
| Mnjikaning Fish Weirs                            |                            | 1982            | Ramara 44° 36′ 16″ N, 79° 22′ 11″ W                                        | Standort des größten und am besten erhaltenen hölzernen Fischwehrs im östlichen Nordamerika; in Verwendung von ca. 3300 v. Chr. bis in die jüngere Vergangenheit.                                                                                              | Mnjikaning Fish Weirs                            |
| Moose Factory Buildings                          | 1673 (Gründung)            | 1953            | Moose Factory 51° 16′ 43″ N, 80° 38′ 22″ W                                 | Gebäude aus dem 19. Jahrhundert, die zum zweiten Handelsposten der Hudson’s Bay Company in Kanada gehören; nach der 1821 erfolgten Fusion mit der North West Company wurde Moose Factory zum Versorgungsstützpunkt für weiter westlich gelegene Handelsposten. | Moose Factory Buildings                          |
| Naismith House (Almonte)                         | 1850 (Bauende)             | 1992            | Almonte 45° 13′ 32″ N, 76° 11′ 43″ W                                       | Ist ein komplett aus Holz gebautes Haus im Georgian und Regency Style, in dem der Erfinder des Basketball-Sports James Naismith und der bekannte Physiker und Bildhauer Robert Tait McKenzie gelebt haben.                                                     |                                                  |
| Nanticoke                                        | 1813 (Gefecht)             | 1924            | Nanticoke 42° 47′ 51″ N, 80° 3′ 12″ W                                      | Gefecht zwischen kanadischen Milizen und amerikanischen Plünderern während des Britisch-Amerikanischen Kriegs; heute der Standort des Kohlekraftwerks Nanticoke.                                                                                               | Nanticoke                                        |
| Napanee Town Hall                                | 1856 (Bauende)             | 1984            | Napanee 44° 14′ 55″ N, 76° 57′ 2″ W                                        | Frühes Beispiel einer Kombination von Rathaus und Markthalle sowie ein seltenes erhalten gebliebenes Beispiel eines Rathauses im Greek-Revival-Stil. | Napanee Town Hall                                |
| Nazrey African Methodist Episcopal Church        | 1848 (Bauende)             | 1999            | Amherstburg 42° 6′ 5″ N, 83° 6′ 22″ W                                      | Einfaches Kirchengebäude aus Feldsteinen, heute Teil des North American Black Historical Museum; errichtet von Flüchtlingen der Underground Railroad für die British Methodist Episcopal Church.                                                               | Nazrey African Methodist Episcopal Church        |
| Normandale Furnace                               | 1818 (erster Betrieb)      | 1927            | Norfolk County 42° 42′ 35″ N, 80° 18′ 36″ W                                | Standort einer Eisenschmelze des frühen 19. Jahrhunderts. | Normandale Furnace                               |
| Old Hay Bay Church                               | 1792 (Bauende)             | 2001            | Napanee 44° 6′ 11″ N, 77° 1′ 1″ W                                          | Von loyalistischen Siedlern errichtete Kirche der Methodisten; bedeutendes Element der Geschichte der United Church of Canada. | Old Hay Bay Church                               |
| Old Stone Church                                 | 1853 (Bauende)             | 1991            | Beaverton 44° 25′ 35″ N, 79° 6′ 57″ W                                      | Kleine ländliche Kirche aus Feldsteinen; ein besonders gutes Beispiel noch erhaltener Kirchengebäude in traditioneller Architektur. | Old Stone Church                                 |
| Old Stone Mill                                   | 1810 (Bauende)             | 1970            | Delta 44° 36′ 37″ N, 76° 7′ 21″ W                                          | Dreigeschossige, aus Stein errichtete Getreidemühle, die in der Besiedlung und wirtschaftlichen Entwicklung von Leeds County eine bedeutende Rolle spielte; eine der ältesten erhaltenen Mühlen in Ontario.                                                    | Old Stone Mill                                   |
| Oro African Methodist Episcopal Church           | 1849 (Bauende)             | 2000            | Edgar 44° 30′ 10″ N, 79° 38′ 11″ W                                         | Baumstammkirche mit unmarkiertem Friedhof; das letzte bauliche Zeignis einer Gemeinschaft von Afro-Kanadiern mit loyalistischen Wurzeln. | Oro African Methodist Episcopal Church           |
| Ossossane Sites                                  |                            | 1982            | Ossossane Beach 44° 40′ 56″ N, 79° 57′ 5″ W                                | Archäologische Fundstelle des Hauptdorfes des Bären-Clans der Huronen. |                                                  |
| Our Lady of the Immaculate Conception            | 1888 (Bauende)             | 1990            | Guelph 43° 32′ 35″ N, 80° 15′ 6″ W                                         | Römisch-katholisches Kirchengebäude, errichtet nach dem Vorbild mittelalterlicher Kathedralen in Frankreich; herausragendes Beispiel der Neugotik in Kanada.                                                                                                   | Our Lady of the Immaculate Conception            |
| Oxford-on-Rideau Township Hall                   | 1875 (Bauende)             | 1984            | Oxford Mills 44° 57′ 45″ N, 75° 40′ 43″ W                                  | Zweigeschossiges Steinhaus mit Kuppel; dieses kleine Rathaus ist repräsentativ für die Frühphase der lokalen Verwaltung in Kanada. |                                                  |
| Parkhill                                         | ca. 8000 v. Chr.           | 1982            | North Middlesex                                                            | Die erste bedeutende, in Ontario gemeldete Wohnstätte der Paläoindianer; umfasst Konzentrationen steinerner Artefakte, die über ein Gebiet von 6 Hektar verstreut sind.                                                                                        |                                                  |
| Parkwood Estate                                  | 1940 (Bauende)             | 1989            | Oshawa 43° 54′ 12″ N, 78° 52′ 6″ W                                         | Herrenhaus des Industriellen Samuel McLaughlin; gehört zu den besten und intaktesten Beispielen des Architektur- und Landschaftsdesigns in Kanada, mit Skulpturen mehrerer bedeutender Bildhauer.                                                              | Parkwood Estate                                  |
| Penman Textile Mill                              | 1874 (Bauende)             | 1989            | Paris 43° 11′ 51″ N, 80° 23′ 23″ W                                         | Ehemalige Fabrik für Strickereiwaren, lange Zeit das größte kanadische Unternehmen dieser Art. | Penman Textile Mill                              |
| Perth Town Hall                                  | 1864 (Bauende)             | 1984            | Perth 44° 53′ 57″ N, 76° 14′ 56″ W                                         | Zweigeschossiges Rathaus mit Kuppel und Turmuhr; symbolhaft für die Bedeutung lokaler Verwaltung im 19. Jahrhundert. | Perth Town Hall                                  |
| Peterborough Drill Hall                          | 1909 (Bauende)             | 1989            | Peterborough 44° 18′ 31″ N, 78° 19′ 20″ W                                  | Im neoromanischen Stil erbautes Arsenal. | Peterborough Drill Hall                          |
| Petrographen von Peterborough                    | ca. 900 bis 1400           | 1981            | North Kawartha 44° 36′ 55″ N, 78° 2′ 27″ W                                 | Marmor-Aufschluss, der mit hunderten von realistischen Menschen- und Tierformen sowie abstrakten und symbolischen Bildern bemalt ist; eine der größten bekannten Konzentrationen präkolumbischer Petroglyphen in Kanada.                                       | Petroglyphen von Peterborough                    |
| Pic River Site                                   |                            | 1981            | Pic River 48° 37′ 35″ N, 86° 17′ 6″ W                                      | Gebiet mit vier archäologischen Fundstätten, die zusammen verschiedene Siedlungen von Ureinwohnern und Europäern zwischen ca. 12.000 v. Chr. und dem späten 19. Jahrhundert repräsentieren.                                                                    |                                                  |
| Point Clark Lighthouse                           | 1859 (Bauende)             | 1966            | Pic River 44° 4′ 22″ N, 81° 45′ 26″ W                                      | Einer der sichs Imperial Towers am Huronsee; dieser Leuchtturm ist bekannt für seine charakteristische Laterne und die architektonische Qualität. | Point Clark Lighthouse                           |
| Pointe au Baril                                  |                            | 1923            | Maitland 44° 38′ 15″ N, 75° 36′ 34″ W                                      | An dieser Stelle wurden die letzten französischen Kriegsschiffe für den Dienst auf dem Ontariosee gebaut, die Iroquoise und die Outaouaise. | Pointe au Baril                                  |
| Port Stanley                                     | 1669 (1. europ. Kontakt)   | 1923            | Port Stanley 42° 39′ 57″ N, 81° 12′ 43″ W                                  | Wichtiger Anlegeplatz für zahlreiche Entdecker und Reisende des 17. und 18. Jahrhunderts am Nordufer des Eriesees. | Port Stanley                                     |
| Port Talbot                                      | 1803 (Gründung)            | 1923            | Port Talbot 42° 38′ 24″ N, 81° 21′ 58″ W                                   | Einst eine der florierendsten Siedlungen in Oberkanada, bekannt für seine guten Straßen; der autoritäre Stil des Siedlungsgründers Thomas Talbot führte zum Eingreifen der Kolonialbehörden und letztlich zum Niedergang.                                      |                                                  |
| Rideau Canal                                     | 1837 (Bauende)             | 1925            | Von Ottawa nach Kingston 45° 25′ 33″ N, 75° 41′ 50″ W                      | Aus militärischen Gründen errichteter Kanal nach Kingston, um eine sichere Versorgungsroute im Kriegsfall zu ermöglichen; heute touristisch genutzt und ein UNESCO-Welterbe.                                                                                   | Rideau Canal                                     |
| Ridout Street Complex                            | 1838–1870 (Bauphase)       | 1966            | London 42° 59′ 1″ N, 81° 15′ 17″ W                                         | Drei Wohn- und Geschäftshäuser aus der Mitte des 19. Jahrhunderts, repräsentativ für das damalige Straßenbild der Städte Ontarios. | Ridout Street Complex                            |
| Rosamond Woollen Mill                            | 1866 (Bauende)             | 1986            | Almonte 45° 13′ 41″ N, 76° 12′ 1″ W                                        | Eine Zeitlang die größte Textilfabrik Kanadas, charakteristisch für die Ende des 19. Jahrhunderts entstandenen Anlagen dieser Art. | Rosamond Woollen Mill                            |
| Royal Flying Corps Hangars                       | 1917 (Bauende)             | 1989            | Essa 44° 16′ 8″ N, 79° 53′ 18″ W                                           | Acht erhalten gebliebene Hangars aus der Zeit des Ersten Weltkriegs in der CFB Borden, die eine wesentliche Rolle bei der Entwicklung der militärischen Luftfahrt in Kanada spielten.                                                                          |                                                  |
| Ruine der St. Raphael’s Roman Catholic Church    | 1821 (Bauende)             | 1966            | South Glengarry 45° 12′ 42″ N, 74° 35′ 49″ W                               | Das Dach, der Turm und das Innere der Kirche wurden 1970 durch einen Brand zerstört, die Ruine ließ man jedoch stehen; eine der frühesten römisch-katholischen Kirchengebäude im englischsprachigen Teil Kanadas.                                              | Ruine der St. Raphael’s Roman Catholic Church    |
| Ruthven Park                                     | 1846 (Bauende)             | 1995            | Cayuga 42° 58′ 45″ N, 79° 52′ 30″ W                                        | Landsitz mit Villa im Greek-Revival-Stil. | Ruthven Park                                     |
| Saint-Louis Mission                              | 1649 (Ereignis)            | 1920            | Victoria Harbour 44° 43′ 45″ N, 79° 46′ 53″ W                              | Standort eines befestigten Dorfes der Huron-Wendat und einer Missionsstation der Jesuiten; ein Angriff der Irokesen hatte zur Folge, dass die Huron-Wendat 1650 ihre Heimat verlassen mussten.                                                                 |                                                  |
| Sainte-Marie-au-pays-des-Hurons                  | 1639 (Gründung)            | 1920            | Midland 44° 44′ 4″ N, 79° 50′ 44″ W                                        | Rekonstruktion der Hauptmissionsstation der Jesuiten im Gebiet der Huron-Wendat; 1649 aufgrund von Seuchen und kriegerischer Konflikte verlassen. | Sainte-Marie-au-pays-des-Hurons                  |
| Sandwich First Baptist Church                    | 1851 (Bauende)             | 1999            | Windsor 42° 17′ 30″ N, 83° 4′ 49″ W                                        | Eine der ältesten Kirchen der Baptisten, die aus dieser Zeit erhalten geblieben sind; repräsentativ für Kirchen in Grenzsiedlungen, die von Flüchtlingen der Underground Railroad aufgebaut wurden.                                                            | Sandwich First Baptist Church                    |
| Sault Ste. Marie Canal                           | 1895 (Bauende)             | 1987            | Sault Ste. Marie 46° 30′ 46″ N, 84° 21′ 5″ W                               | Kanal zur Umgehung von Stromschnellen im Saint Marys River; erhielt die weltweit erste elektrisch angetriebene Schleuse. | Sault Ste. Marie Canal                           |
| Schiffshebewerk Peterborough                     | 1904 (Bauende)             | 1979            | Peterborough 44° 18′ 28″ N, 78° 18′ 1″ W                                   | Großes Schiffshebewerk am Trent-Severn-Wasserweg, das Schiffe um 19,8 Meter heben kann; höchstes hydraulisches Schiffshebewerk der Welt. | Schiffshebewerk Peterborough                     |
| Schlacht bei Chrysler’s Farm                     | 1813 (Schlacht)            | 1920            | South Dundas 44° 56′ 31″ N, 75° 4′ 13″ W                                   | Ort eines Sieges zahlenmäßig weit unterlegener britischer Truppen während des Britisch-Amerikanischen Krieges; das ursprüngliche Schlachtfeld wurde 1958 beim Bau des Sankt-Lorenz-Seewegs unter Wasser gesetzt.                                               | Schlacht bei Chrysler’s Farm                     |
| Schlacht bei der Windmühle                       | 1838 (Schlacht)            | 1920            | Prescott 44° 43′ 15″ N, 75° 29′ 14″ W                                      | Ort einer Schlacht während der Oberkanada-Rebellion, bei der loyale Truppen eine Invasion von Rebellen von amerikanischem Boden aus zurückschlugen. | Schlacht bei der Windmühle                       |
| Serpent Mounds                                   | 50 v. Chr. bis 300 n. Chr. | 1982            | Otonabee-South Monaghan 44° 12′ 40″ N, 78° 9′ 25″ W                        | Eine Gruppe von sechs Mounds, die auf einer Länge von 60 Metern in Schlangenform angeordnet sind; die einzigen Mounds dieser Art in Kanada. | Serpent Mounds                                   |
| Sharon Temple                                    | 1831 (Bauende)             | 1990            | Sharon 44° 6′ 5″ N, 79° 26′ 31″ W                                          | Ein Tempel der Children of Peace, einer Abspaltung der Quäker; Design und Ästhetik verkörpern die Werte dieser Gruppe; 1917 durch lokale Historiker erworben, die zu den Wegbereitern der Denkmalpflege in Kanada gehörten.                                    | Sharon Temple                                    |
| Sheguiandah                                      | ca. 11.000 v. Chr.         | 1954            | Manitoulin 45° 52′ 41″ N, 81° 54′ 4″ W                                     | Archäologische Fundstätte, wo verschiedene aufeinander folgende Ureinwohnervölker Quarzit abbauten; zurückgelassene Artefakte zeugen von einer 10.000 Jahre dauernden Nutzung.                                                                                 |                                                  |
| Sir John Johnson House                           | 1792 (Bau des Kerns)       | 1961            | Williamstown 45° 8′ 41″ N, 74° 34′ 46″ W                                   | Holzhaus in traditioneller Architektur, die im frühen 19. Jahrhundert für Ontario typisch war. | Sir John Johnson House                           |
| Smiths Falls Bascule Bridge                      | 1913 (Bauende)             | 1983            | Smiths Falls 44° 53′ 50″ N, 76° 1′ 37″ W                                   | Klappbrücke über den Rideau Canal; ältestes erhalten gebliebenes Bauwerk dieser Art. | Smiths Falls Bascule Bridge                      |
| Southwold Earthworks                             | ca. 1500                   | 1923            | Iona Station 42° 40′ 28″ N, 81° 21′ 38″ W                                  | Seltene und gut erhaltene archäologische Überreste eines befestigten Dorfes der Attawandaron. | Southwold Earthworks                             |
| St. Jude’s Anglican Church                       | 1871 (Bauende)             | 1993            | Brantford 43° 8′ 24″ N, 80° 15′ 13″ W                                      | Kleines anglikanische Kirchengebäude im neugotischen Stil; bekannt für die Wandmalereien, die vom Arts and Crafts Movement und den Werken von William Morris beeinflusst wurden.                                                                               | St. Jude’s Anglican Church                       |
| St. Thomas City Hall                             | 1899 (Bauende)             | 1984            | St. Thomas 42° 46′ 45″ N, 81° 11′ 34″ W                                    | Gut gestaltetes öffentliches Gebäude mit imposantem Uhrturm; eine der wenigen erhalten gebliebenen Rathäuser Kanadas im neuromanischen Stil. | St. Thomas City Hall                             |
| Stephen Leacock Museum / Old Brewery Bay         | 1928 (Bauende)             | 1992            | Orillia 44° 36′ 30″ N, 79° 23′ 38″ W                                       | Zweigeschossiges Gebäude in einem 4 Hektar großen Park am Ufer des Lake Couchiching; Wohnhaus des Schriftstellers und Humoristen Stephen Leacock. | Stephen Leacock Museum / Old Brewery Bay         |
| Stratford City Hall                              | 1899 (Bauende)             | 1976            | Stratford 43° 22′ 12″ N, 80° 58′ 56″ W                                     | Monumentales Rathaus mit auffälligem Uhrturm; ein bekanntes öffentliches Gebäude des späten 19. Jahrhunderts im Picturesque-Stil. | Stratford City Hall                              |
| The Dead House                                   | 1868 (Bauende)             | 1987            | Aurora 43° 35′ 1″ N, 79° 16′ 27″ W                                         | Das Dead House ist ein rares achteckiges Haus, das innerhalb des Friedhofareals liegt. Im südlichen Ontario sind nur 5 achteckige Friedhofsgebäude bekannt. | The Dead House                                   |
| The Keeper’s House                               | 1879 (Bauende)             | 1987            | Aurora 43° 35′ 1″ N, 79° 16′ 27″ W                                         | Das Keeper´s House ist das einzige Exemplar, eines malerischen Hauses aus dem Zeitraum des Second Empire style welches im ursprünglichen Zustand erhaltenen ist. Es befindet sich direkt am Friedhofseingang.                                                  | The Keeper’s House                               |
| The Pugh House                                   | 1916 (Bauende)             | 2006            | Aurora 43° 35′ 1″ N, 79° 16′ 27″ W                                         | Das Pugh House ist ein einfach gebautes Haus, was im ursprünglichen Zustand erhaltenen ist. Es befindet sich im Privatbesitz und wird bewohnt. | The Pugh House                                   |
| The Red House                                    | 1845 (Bauende)             | 2002            | Aurora 43° 35′ 1″ N, 79° 16′ 27″ W                                         | Das Red House ist eines der ältesten mit roten Ziegelsteinen gebauten Häuser. In den letzten Jahren wurde es renoviert und heute befindet sich ein Restaurant im Red House.                                                                                    | The Red House                                    |
| The Roderick and Ethel Smith House               | 1941 (Bauende)             | 2006            | Aurora 44° 0′ 10″ N, 79° 28′ 7″ W                                          | Das Roderick and Ethel Smith House ist ein seltenes Exemplar, eines im ursprünglichen Zustand erhaltenen Hauses aus dem Zeitraum des 2. Weltkrieges. | The Roderick and Ethel Smith House               |
| Thistle Ha’ Farm                                 | 1852 (Beginn der Zucht)    | 1973            | Claremont 43° 56′ 23″ N, 79° 6′ 33″ W                                      | 80 Hektar große Farm, auf der im 19. Jahrhundert zahlreiche bahnbrechende Fortschritte in der Rinderzucht erzielt wurden; die hier geleistete Arbeit spielte eine wichtige Rolle bei der Verbesserung der Zucht in ganz Amerika.                               | alt                                              |
| Thunder Bay Tourist Pagoda                       | 1909 (Bauende)             | 1986            | Thunder Bay 48° 26′ 4″ N, 89° 13′ 5″ W                                     | Achteckiges Tourismusbüro aus Ziegelsteinen, dessen Hauptmerkmal ein pagodenförmiges Dach mit Kuppel ist; bekanntes Beispiel der phantastischen Architektur.                                                                                                   | Thunder Bay Tourist Pagoda                       |
| Trent-Severn-Wasserweg                           | 1830–1920 (Bauphase)       | 1929            | Von Trenton nach Port Severn 44° 48′ 13″ N, 79° 43′ 15″ W                  | Ein 386 Kilometer langer Wasserweg, der die Georgian Bay mit dem Ontariosee verbindet; wichtiger Verkehrsweg, der für seine hohe Zahl unveränderter Strukturen in einigen Sektionen bekannt ist.                                                               | Trent-Severn-Wasserweg                           |
| Victoria Hall / Cobourg Town Hall                | 1860 (Bauende)             | 1959            | Cobourg 43° 57′ 34″ N, 78° 10′ 4″ W                                        | Neoklassizistisches öffentliches Gebäude; eines der extravaganteren Rathäuser der Provinz; steht symbolhaft für den Wohlstand und den Optimismus von Cobourg in den 1850er Jahren.                                                                             | Victoria Hall / Cobourg Town Hall                |
| Victoria Hall / Petrolia Town Hall               | 1889 (Bauende)             | 1975            | Petrolia 42° 52′ 52″ N, 82° 8′ 49″ W                                       | Neoklassizistisches Rathaus mit auffälligem Uhrturm; widerspiegelt den Wohlstand Petrolias während des Ölbooms in den 1880er Jahren. | Victoria Hall / Petrolia Town Hall               |
| Walker Site                                      |                            | 1982            | Brant 43° 7′ 0″ N, 80° 7′ 0″ W                                             | Große archäologische Fundstätte der Irokesen, in Bezug auf den Stamm der Attiwandaronk. | Walker Site                                      |
| Wellington County House of Industry and Refuge   | 1877 (Bauende)             | 1995            | Fergus 43° 41′ 35″ N, 80° 23′ 59″ W                                        | Ehemalige Farm, die von einem zweigeschossigen Steinhaus im Italianate-Stil dominiert wird; ältestes bekanntes, staatlich unterstütztes Armenhaus Kanadas, heute als Museum und Archiv genutzt.                                                                | Wellington County House of Industry and Refuge   |
| Whitefish Island                                 | ca. 300 (erste Besiedlung) | 1981            | Sault Ste. Marie 46° 30′ 40″ N, 84° 21′ 14″ W                              | Kleine Insel im Saint Marys River, die von acht aufeinander folgenden Kulturen bewohnt wurde, zuletzt von den Ojibwa. | Whitefish Island                                 |
| Wilberforce Red Cross Outpost                    | 1916 (Bauende)             | 2003            | Wilberforce 45° 2′ 20″ N, 78° 13′ 25″ W                                    | Einfaches Fachwerkhaus, das als erster Außenposten der Sektion Ontario des Kanadischen Roten Kreuzes diente. |                                                  |
| Wilton Barn                                      | 1840 (Bauende)             | 2005            | Aurora 43° 35′ 1″ N, 79° 16′ 27″ W                                         | Die Wilton Barn ist ein einfach gebaute Scheune, die auf einem erhöhten Punkt der Oak Ridges Moräne liegt und im englisch Stil erbaut wurde. | Wilton Barn                                      |
| Wintering Site National Historic Site of Canada  | 1669/70 (Ereignis)         | 1919            | Port Dover 42° 47′ 41″ N, 80° 11′ 22″ W                                    | François Dollier de Casson, René de Bréhant de Galinée und sieben weitere französische Entdecker überwinterten an dieser Stelle; der Erdhügel ist der Überrest ihrer Hütte.                                                                                    | Wintering Site National Historic Site of Canada  |
| Wolfe Island Township Hall                       | 1859 (Bauende)             | 1984            | Wolfe Island 44° 11′ 35″ N, 76° 26′ 27″ W                                  | Kleines ländliches Rathaus im Italianate-Stil; ein ungewöhnlich anspruchsvolles Beispiel für diese Art von Gebäude. | Wolfe Island Township Hall                       |
| Wolseley Barracks                                | 1888 (Bauende)             | 1963            | London 43° 0′ 0″ N, 81° 14′ 2″ W                                           | Erste durch den Bund zweckgebunden gebaute Infanterie-Ausbildungsstätte; ein wichtiger erster Schritt in der Entwicklung der kanadischen Streitkräfte nach dem Rückzug regulärer britischer Truppen aus Kanada im Jahr 1871.                                   |                                                  |
| Woodside                                         | 1853 (Bauende)             | 1952            | Kitchener 43° 27′ 49″ N, 80° 28′ 51″ W                                     | Wohnhaus inmitten eines bewaldeten Geländes; hier verbrachte der spätere Premierminister William Lyon Mackenzie King seine Kindheit. | Woodside                                         |